# Amblyscarta modesta
Amblyscarta modesta är en insektsart som beskrevs av Fabricius 1803. Amblyscarta modesta ingår i släktet Amblyscarta och familjen dvärgstritar. Inga underarter finns listade i Catalogue of Life.